# Devolved Parliament
Devolved Parliament (deutsch Dezentralisiertes Parlament, auch deutsch Zurückentwickeltes Parlament) ist ein Gemälde des britischen Streetart-Künstlers Banksy aus dem Jahr 2009.

## Beschreibung

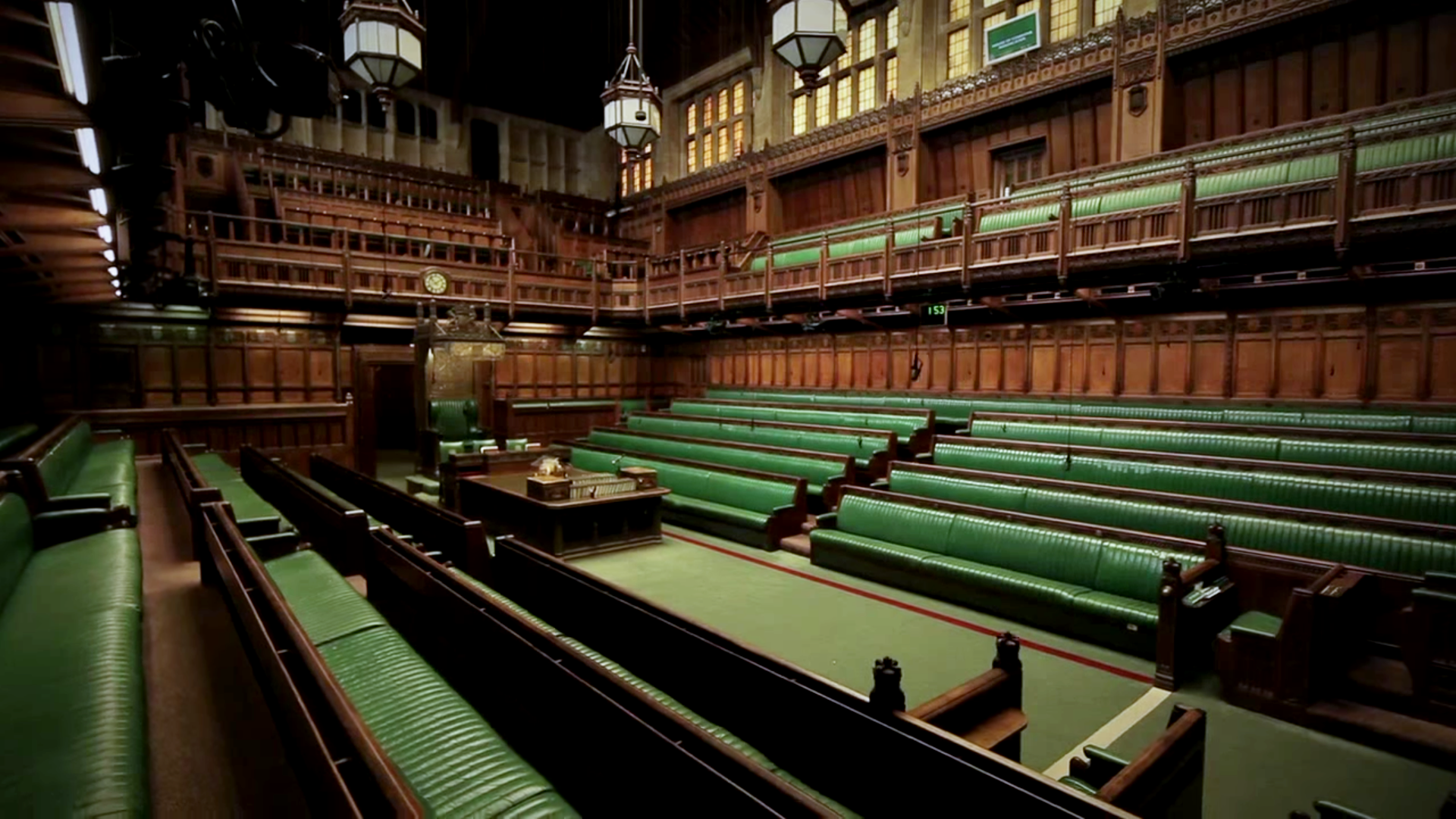
Das britische Unterhaus

Das Leinwandgemälde zeigt das britische Unterhaus, das House of Commons, voller Schimpansen. Es ist knapp 4,5 Meter breit und 2,8 Meter hoch.

## Entstehung und Einordnung
Banksy schuf das Werk 2009 für das Bristol City Museum and Art Gallery. Banksy enthüllte das Bild, das damals noch Question Time hieß, im Rahmen seiner Ausstellung Banksy vs. Bristol Museum, die über 300.000 Besucher anzog.
Es ist die größte bekannte Leinwandarbeit des Künstlers.

## Provenienz und Ausstellungen
Der anonyme Eigentümer des Werks lieh es dem Museum Anfang 2019 – zum einen, um den zehnten Jahrestag der Ausstellung in dem Museum zu würdigen, zum anderen, um an den ursprünglich für den 29. März geplanten EU-Austritt Großbritanniens zu erinnern. Das Gemälde der Gegenwartskunst wurde vom 28. September bis 3. Oktober, einige Wochen vor dem (derzeitigen) Brexit-Datum, ausgestellt.
Der Verkauf im Auktionshaus Sotheby’s fand am 3. Oktober 2019 statt; das Auktionshaus erwartete einen Erlös von bis zu 1,7 Millionen Euro. Erzielt hat das Werk einen Verkaufserlös von 9,9 Millionen Pfund (11,06 Millionen Euro). Zu dem Käufer gab es keine Angaben. Der Künstler Banksy kritisierte jedoch nach der Versteigerung, Kunstwerke sollten generell gemeinschaftliches Eigentum der Menschheit sein.